# Henry Minett
Henry Minett, né le 30 mai 1857 à Louisville au Kentucky et mort le 20 décembre 1952 à Asheville en Caroline du Nord, est un homme politique américain. Il est gouverneur des Samoa américaines de 1902 à 1903.